# Duncan Grob
Duncan Manuel Grob Urzúa (* 18. August 1980 in Osorno) ist ein ehemaliger chilenischer Skirennläufer.

## Karriere
Grob gab sein internationales Renndebüt am 25. August 1995 bei den chilenischen Meisterschaften in La Parva. Sein erstes internationales Großereignis bestritt er knapp anderthalb Jahre später bei den Juniorenweltmeisterschaften in Schladming, wobei er jedoch bei seinem einzigen Start im Super-G ausschied.
In den darauffolgenden Jahren startete Grob hauptsächlich bei FIS-Rennen in Europa sowie im South American Cup. Erfolge feierte er in dieser Zeit hauptsächlich bei den chilenischen Meisterschaften, wo er in den Jahren 1997 und 1998 drei Vizemeistertitel gewinnen konnte.
2002 nahm Grob zum ersten Mal an Olympischen Winterspielen teil. In Salt Lake City erreichte er bei seinem einzigen Start im Super-G, den 31. Platz. Dies sollte zugleich sein bestes Ergebnis bei einem internationalen Großereignis bleiben. Denn sowohl bei den Weltmeisterschaften im darauffolgenden Jahr als auch bei seiner zweiten Teilnahme an Olympischen Winterspielen konnte Grob dieses Ergebnis nicht übertreffen.
Sein letztes internationales Rennen bestritt Grob am 31. Juli 2010 bei einem Rennen der FIS-Entry League in La Parva, danach ist er nicht mehr als Rennläufer in Erscheinung getreten.

## Privates
Seine Brüder Thomás und Rainer Grob waren ebenfalls als Skirennläufer aktiv.

## Erfolge

### Olympische Winterspiele
- Salt Lake City 2002: 31. Super-G
- Turin 2006: 44. Super-G, DNF Riesenslalom

### Weltmeisterschaften
- St. Moritz 2003: 42. Super-G, DNF Riesenslalom

### Juniorenweltmeisterschaften
- Schladming 1997: DNF Super-G
- Haute-Savoie 1998: 71. Super-G, 93. Riesenslalom, DNF Abfahrt, DNF Slalom

### South American Cup
- 10 Platzierungen unter den besten 5, davon 6 Podestplätze

### Universiade
- Tarvis 2003: 31. Abfahrt, 48. Super-G

### Weitere Erfolge
- Chilenischer Meister im Riesenslalom (2006)
- Chilenischer Vizemeister im Riesenslalom (1997, 1998, 2003, 2004)
- Chilenischer Vizemeister im Slalom (1998)
- Bronze bei den chilenischen Meisterschaften im Super-G (2005)
- Bronze bei den chilenischen Meisterschaften im Riesenslalom (2009)
- 5 Podestplätze bei FIS-Rennen, davon ein Sieg